# Vịnh Phang Nga

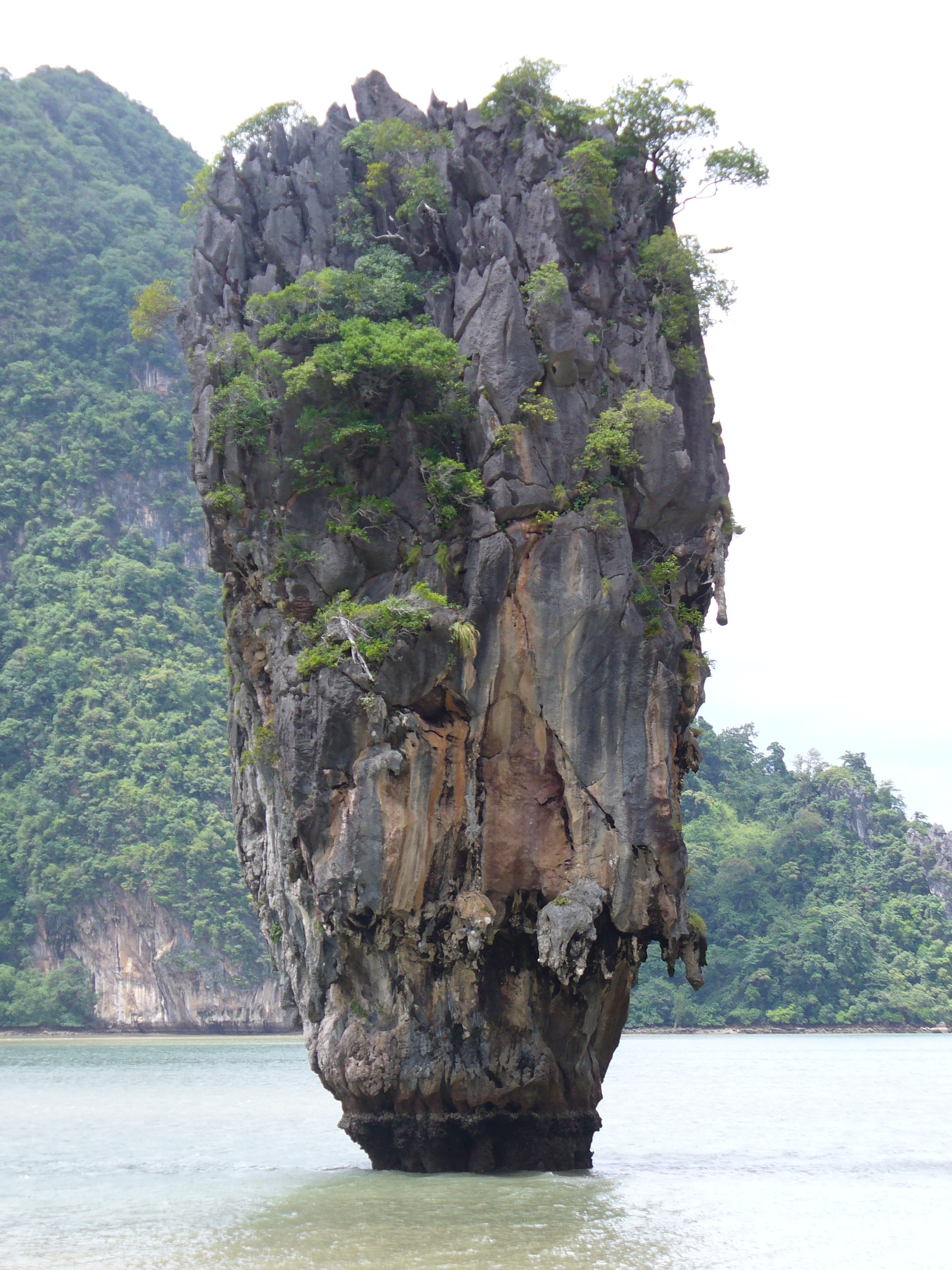
Một cảnh của Vịnh Phang Nga

Vịnh Phang Nga có diện tích 400 km², nằm tại Biển Andaman giữa đảo Phuket và lục địa của Bán đảo Mã Lai ở miền Nam Thái Lan. Từ năm 1981, một phần lớn của vịnh này được bảo vệ với tên gọi Vườn quốc gia Ao Phang Nga.

Đảo nổi tiếng nhất trong vịnh có tên gọi là Đảo James Bond (Ko Tapu). Đó là một đảo đá vôi nhọn, nổi tiếng trong phim The Man with the Golden Gun. Một trong các làng gần đó là Ao Luk.

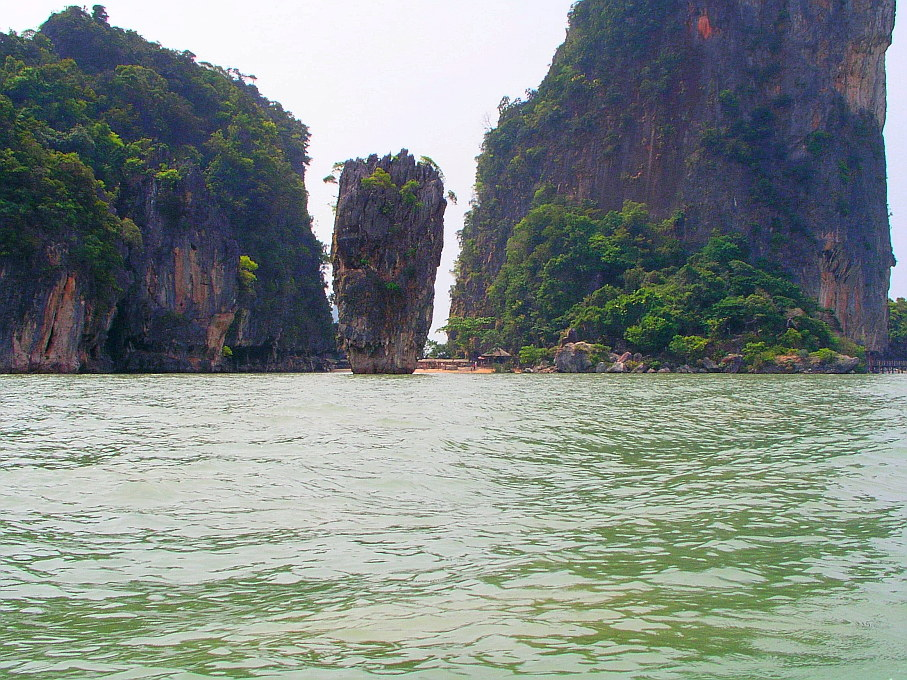
Đảo Tapu - hay đảo James Bond

## Mô tả
Phang Nga – nơi tập trung những ngọn núi đá vôi khổng lồ, đứng thẳng ngoài biển cả. Một chiếc thuyền lượn quanh những ngọn núi đá vôi này đúng hải trình ra tận các đảo ngoài xa, mặc sức để cho ảo giác của du khách tưởng tượng ra những con thú lớn nhỏ có tính cách giả tưởng do những hình thể của các ngọn núi gợi ra. Một con thuyền vận chuyển du khách khởi hành ngay trước cửa khẩu dòng sông Phang Nga, sẽ đến gần chân núi Khao Kien. Tại đây, có những hang động lớn tối hiện ra, trưng bày những bức tranh tượng thời nguyên thủy, mô tả dáng vẻ bề ngoài về ngưới và thú. Phía tay mặt có hòn đảo đá rộng lớn trải dài ra, gọi là Ko Panyl, nơi đây là một ngôi làng của ngư dân hoàn toàn là tín đồ Hồi Giáo, mảnh đất đứng trên những khe hở và đường rạch đầy nước. 

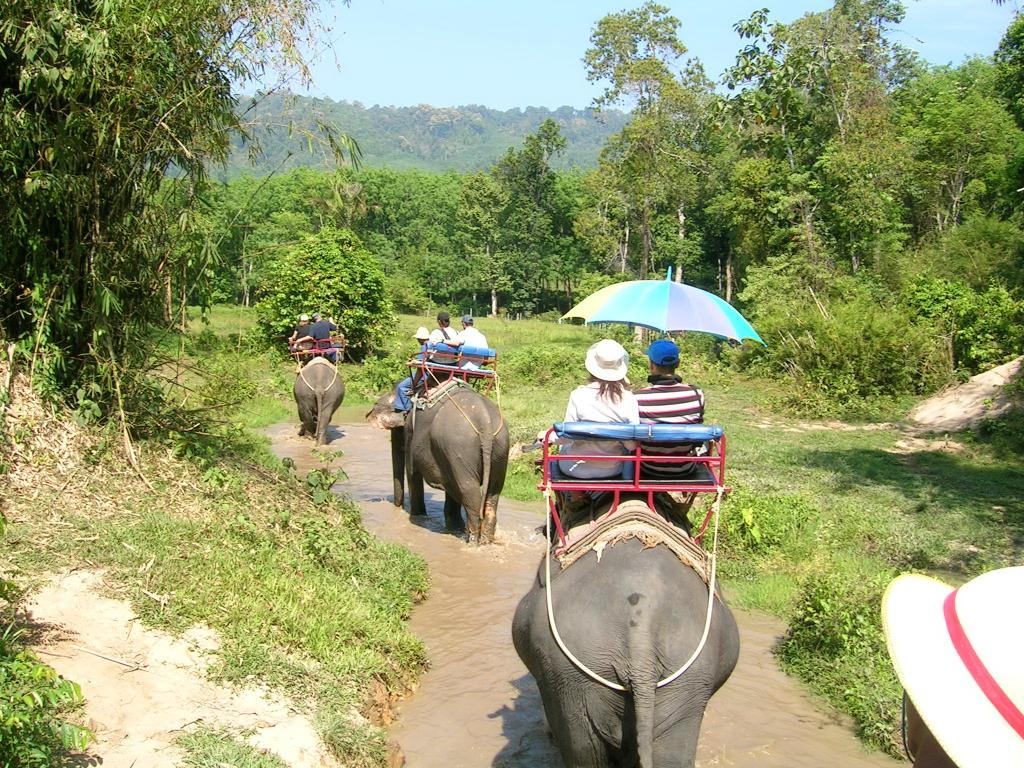
Loại hình du lịch cưỡi voi trên đảo

## Hang động
Nơi đây là núi đá vôi, những hình dáng của đá vôi tạo nên những hình thú kỳ quái, nổi tiếng nhất là động Tham Lad. Lối vào hang động dài hơn 50 mét, chiếc thuyền lướt qua những nhũ đá khổng lồ. Nhiều tảng đá từ dưới nước nhô lên cao, như là có vị thần cầm thanh kiếm cắt tảng đá thành nhiều lát mỏng.
Tại hang động Tham Nak, ngay lối vào, một hang đá xoắn lại tương tự như con rắn thần Naga. Nhủ đá màu xanh lá cây tràn đầy từ trên đỉnh buông xuống, giống như thác nước đóng băng. Toàn bộ hòn đảo có núi non, ngắm nhìn từ bên ngoài và có dòng nước nhỏ giọt, tạo thành những đường kẻ sọc ngay núi đá vôi.